# Lucky Vanous
Lucky Vanous (Lincoln, Nebraska, 11 de Abril de 1961) é um ator e ex-modelo estadunidense, descendente de tchecos e ingleses, cujo papel mais notável foi Matthew Durning em Pacific Palisades.

## Biografia
Nascido e crescido na cidade de Lincoln, no estado de Nebraska, Vanous foi ingressou no exército estadunidense aos 18 anos, e logo foi selecionado para o batalhão Black Berets, a elite de guerreiros contra o terrorismo e a guerrilha. Depois de completar sua missão no serviço militar, o jovem voltou a seu estado e cursou a Universidade de Nebraska. Enquanto caminhava em Nova Iorque ao lado de um amigo, Vanous foi visto por um agente da prestigiosa agência Elite e logo assinou contrato, que o levou a um trabalho para a GQ Magazine. Durante os próximos cinco anos, ele viajaria pelo mundo seguindo a carreira de modelo. Seu rosto se tornou tão conhecido que em 1994, Vanous foi eleito uma das 50 pessoas mais bonitas do mundo, segundo a revista People.
Em 1994, Vanous participou de um comercial notável da Coca-Cola, que logo chamou a atenção para o jovem. Pouco tempo depois, ele viria a decidir que aquela era a carreira que ele queria seguir e teve aulas como os melhores professores, como Alan Savage e Howard Fine. Entre seus primeiros papéis no cinema e na televisão, podemos destacar Chapter Perfect e All My Children, respectivamente. Posteriormente, ele viria a participar da série de televisão Pacific Palisades como Matt Durning, um de seus personagens mais notáveis, dos filmes Hanging Up e Jack of Hearts e de um episódio da série de sucesso da CBS, Two and a Half Men.

## Filmografia

### Televisão
- 2003 Two and a Half Men como Kevin
- 2001 18 Wheels of Justice como Chance Bowman
- 1999 Pensacola: Wings of Gold como Frank Ranson
- 1997 Pacific Palisades como Matthew Durning
- 1995 All My Children como Sr. Marvelous

### Cinema
- 2005 Widowmaker como Jonathan
- 2000 Jack of Hearts como Lee Dillon
- 2000 Hanging Up como Montana Dude
- 1998 Chapter Perfect como Michael Glover